# Quadrilla-Kugelbahn
Die Quadrilla-Kugelbahn ist ein variables Kugelbahn-System. Es besteht aus Quadern und Verbindungslinien. Die Murmeln können dabei in beide Richtungen rollen, da die Verbindungslinie exakt horizontal aufgebaut sind. Das System erhielt 2001 auf der 53. Ideen-Erfindungen-Neuheiten-Ausstellung die Goldmedaille, war seit 2002 in Deutschland erhältlich und wurde 2004–2009 und dann wieder 2012 von der Hape-Gruppe übernommen. Mit Stand Mitte 2023 stellt die Hape-Gruppe auf ihrem Webauftritt den Markennamen „Quadrilla“ nicht mehr in den Vordergrund.

## Beschreibung
Die Kugelbahn wird aus unterschiedlichen Quadern mit unterschiedlichem Innenleben und Verbindungsschienen aufgebaut. Die Murmeln fallen durch die Quader hindurch und rollen dann sichtbar auf den Verbindungsschienen. Dabei werden die Verbindungsschienen horizontal ohne Gefälle aufgebaut. Den Schwung bekommen die Murmeln lediglich über die Fallwege im Quader. Dadurch können die Murmeln in beide Richtungen auf den Verbindungsschienen rollen. Die Rollrichtung wird lediglich bestimmt durch den Ort, an dem die Murmel auf die Verbindungsschiene gelangt, und durch die Auswahl des Quaders.

## Geschichte
Erfunden wurde dieses System von Wilfried Braun aus Mainz. Am Anfang stand der Wunsch eines Sohnes, zusammen mit seinem Vater eine Kugelbahn zu bauen. Aus Mangel an Werkzeugen wurden die Schienen, anders als bei den klassischen Kugelbahnen, waagerecht montiert. Sie nahmen hierfür ein gerades Leistenholz aus dem Baumarkt und sägten einen Schlitz der Länge nach ein: Die Laufrille war entstanden. 